# Breslauer Turm (Nysa)

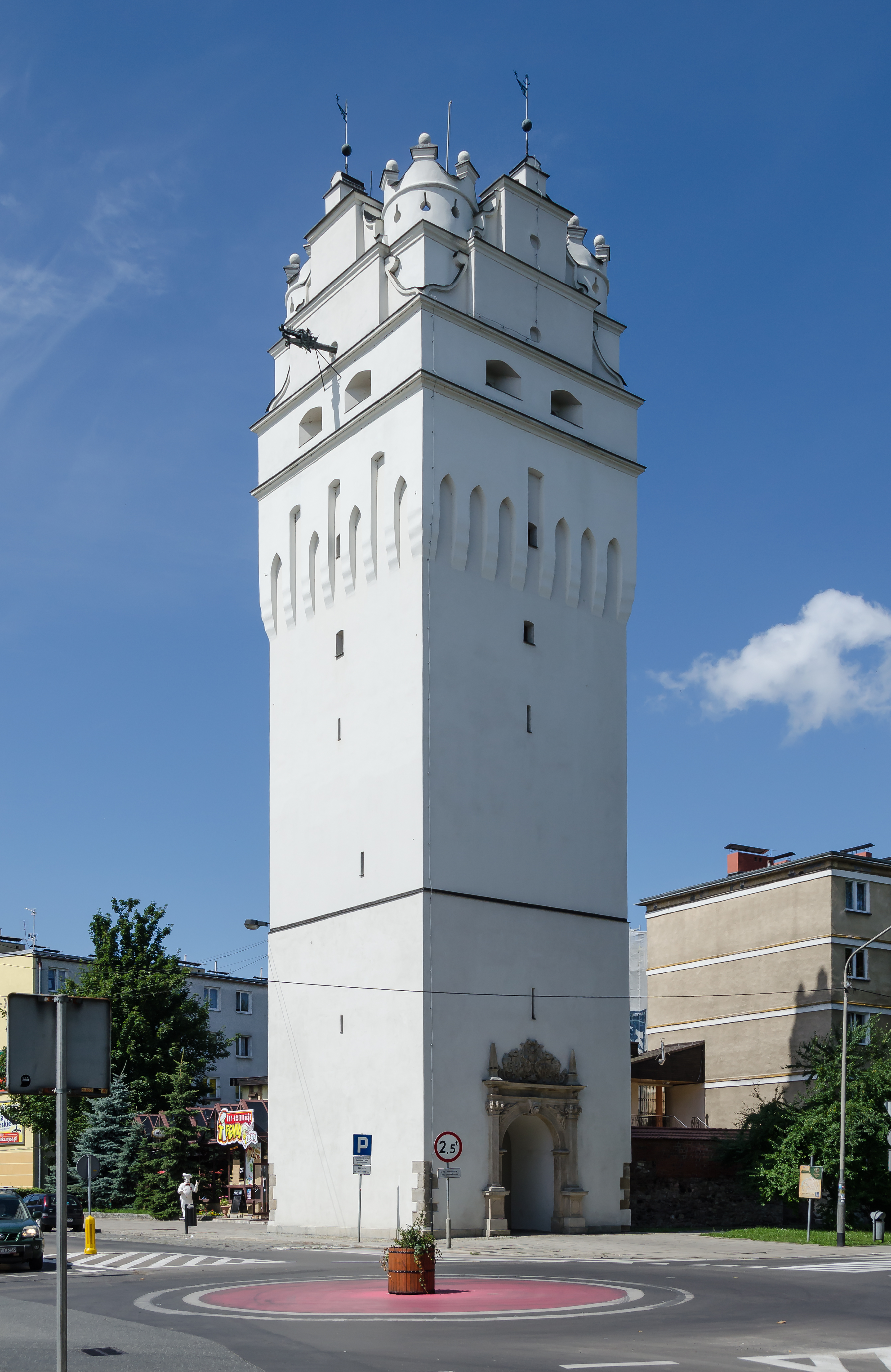
Der Breslauer Turm

Der Breslauer Turm (poln. Wieża Wrocławska) in Neisse (poln. Nysa) ist eines der zwei erhaltenen Türme in den mittelalterlichen Stadtmauern der Stadt Neisse.

## Geschichte

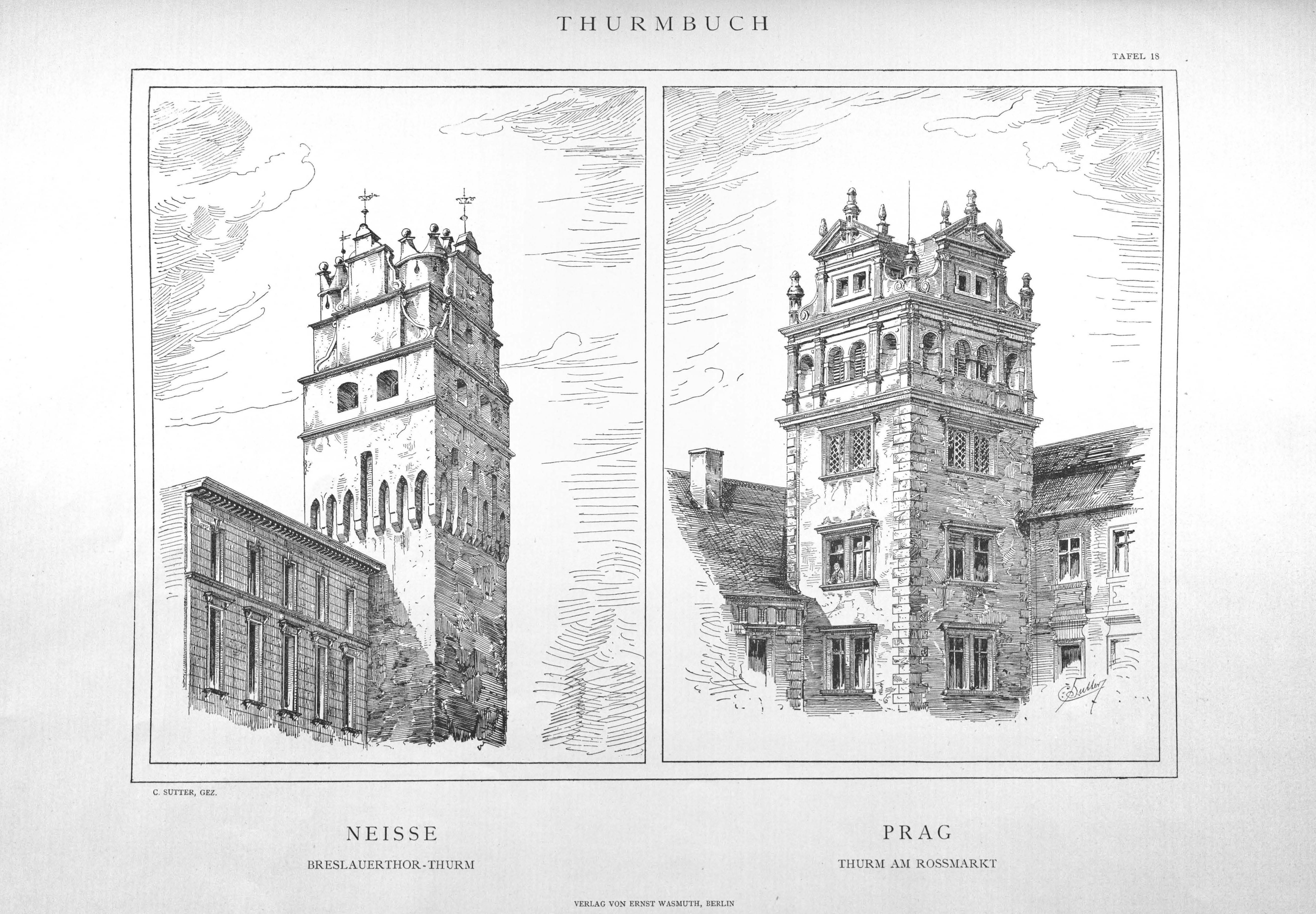
Der Breslauer Turm auf einer Zeichnung von 1888 (links)

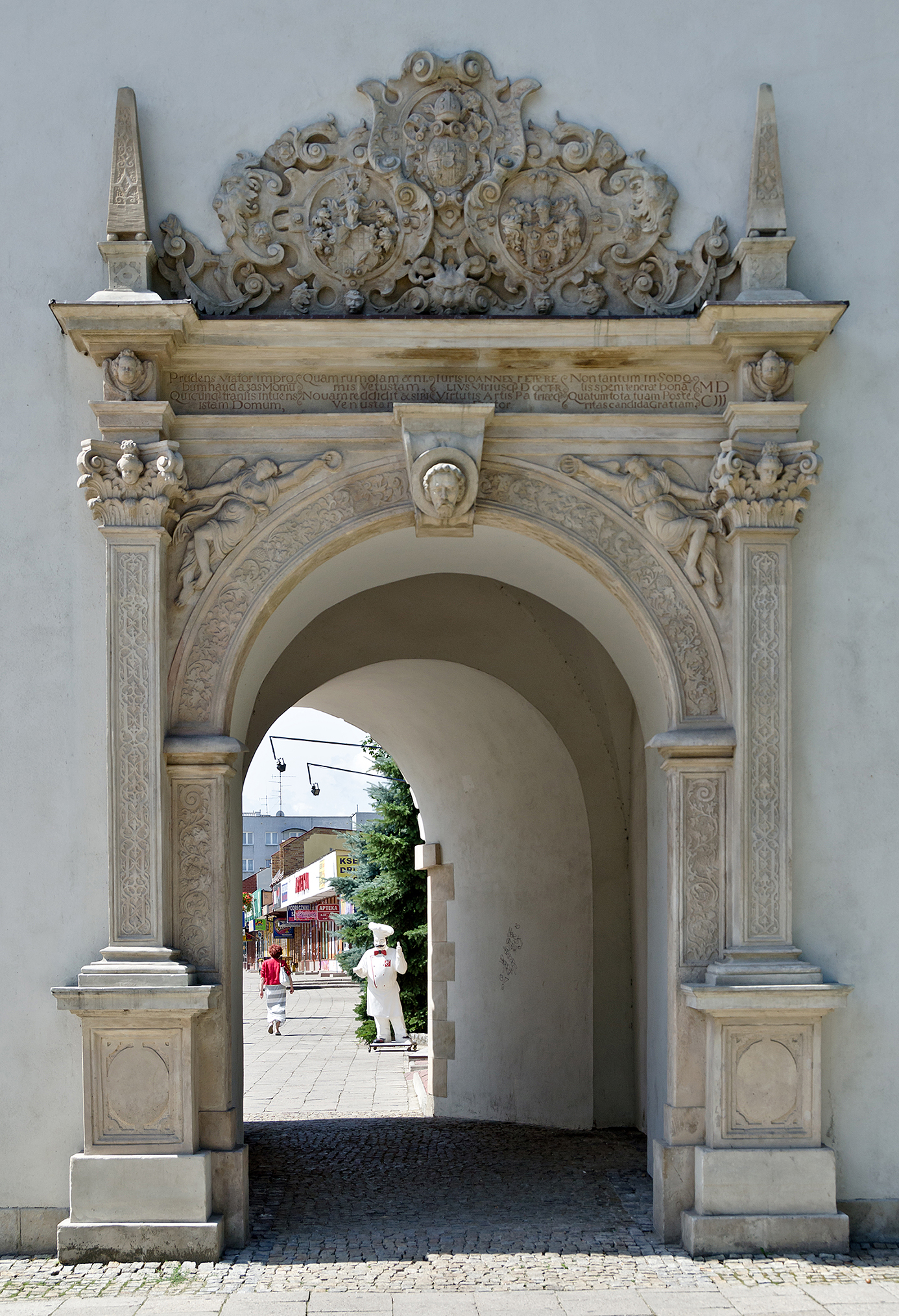
Detailaufnahme des Torportals

Er wurde gleichzeitig mit den Stadtmauern in der Mitte des 14. Jahrhunderts errichtet zur Zeit des Breslauer Bischofs Preczlaw von Pogarell, des Landesherrn des Fürstentums Neisse und Vasallen des böhmischen Königs Johanns von Luxemburg.
Die Befestigungen der Stadt Neisse umfassten 4 Türme und 28 Basteien. Sie wurden im 19. und am Anfang des 20. Jahrhunderts niedergerissen, nur zwei Türme und ein Fragment der Stadtmauern am Bischofspalast blieben übrig. Einst wurde noch eine Außenmauer errichtet, worüber eine Nachricht über den Zwinger zwischen den Wehrmauern aus dem Jahr 1414 berichtet. Neben den Türmen befanden sich die vier Stadttore, durch Zugbrücken erreichbar. Im Jahre 1428 haben die Stadtmauern die Stadt während der Hussitenkriege gerettet. Heute wurde an Stelle der Befestigung ein Ring der Grünanlagen um die Altstadt angelegt, die zwei Türme stehen einsam inmitten der neuen Bebauung.
Der 33 m hohe Turm wurde ursprünglich mit einem auf Konsolen gestützten, herausragenden Oberstockwerk gekrönt. Darüber erhob sich ein Spitzturm aus Mauerwerk, der während der Schwedenkriege 1642 gestürzt wurde. 
Um 1600 wurde eine manieristische Attika errichtet, im unteren Teil mit Kanonenschießscharten versehen. Der einzige Eingang befand sich auf der Höhe des Stadtmauerganges. Der ebenerdige Durchgang wurde erst in der zweiten Hälfte des 19. Jahrhunderts während des Abbruches der Stadtmauern durchbrochen. Um 1930 wurde rund um den Durchgang ein manieristisches Portal aus dem Jahr 1603 eingebaut, das vom Bürgerhaus „zum Patrizier“ am Marktplatz stammte. Im Schlussstein des Portals befindet sich ein Relief mit dem Kopfe des Johannes des Täufers, in beiden Pendentifs Engelgestalten. Über dem Portal sind Kartuschen mit Wappen sichtbar, in der Mitte der Wappen des Dompropst am Breslauer Dom, Bischof Johann VI. von Sitsch. Das Portal ist mit korinthischen Säulen und Pinakeln flankiert. 
Der Turm wurde am 12. September 1955 unter 170/55 in das Verzeichnis der Baudenkmäler der Woiwodschaft Oppeln eingetragen.